# 黑曾 (內華達州)
黑曾（英語：Hazen）是位於美國內華達州邱吉爾縣的非建制地區。

## 歷史
黑曾的郵局於1904年設立，其後於1979年停運。

## 地理
黑曾所處的海拔為高於海平面1221米（即4006英呎），而該地所採用的時區為UTC-8，即太平洋时区（PST）。同時該地設有夏令時間，為UTC-8調快一小時，即UTC-7（PDT）。